# Fabian of the Yard
Fabian of the Yard was een Britse politieserie.
Detective Chief Inspector Robert Fabian was een Metropolitan Police Officer van New Scotland Yard wiens optreden de basis werd van het oplossen van veel van de gevallen in deze (een van de eerste) Britse misdaad-televisieseries.
De 36 afleveringen werden gefilmd in zwart-wit en uitgezonden door de BBC tussen 1954 en 1956. Chief-Inspector Robert Fabian werd gespeeld door Bruce Seton, hij werd geholpen door Detective Sergeant Wyatt (een rol van Robert Raglan).